# Henry Innes-Ker (8e duc de Roxburghe)
Henry John Innes-Ker, 8e duc de Roxburghe (24 juillet 1876 - 29 septembre 1932) est un pair et un courtisan écossais.

## Jeunesse

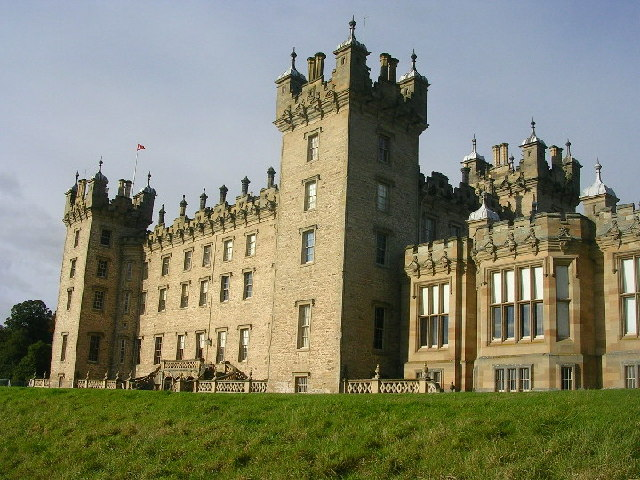
Floors Castle

Henry John Innes-Ker est né le 24 juillet 1876. Il est le fils de James Innes-Ker (7e duc de Roxburghe) (1839–1892) et d'Anne Emily Spencer-Churchill (1854–1923), la quatrième fille de John Spencer-Churchill (7e duc de Marlborough), qui sert dans les gouvernements conservateurs comme Lord président du Conseil et Lord lieutenant d'Irlande, et son épouse, Frances Vane, fille du 3e marquis de Londonderry . Il est le cousin germain de Winston Churchill. Son jeune frère, Robert Edward Innes-Ker (1885–1958) épouse l'actrice Jose Collins (en).
Il fréquente le Collège militaire royal, Sandhurst et le Collège d'Eton.
Le 23 octobre 1892, après la mort de son père, il devient 8e duc de Roxburghe, 8e marquis de Bowmont et Cessford, 12e comte de Roxburghe, 8e comte de Kelso, 3e comte Innes, 8e vicomte de Broxmouth, 9e baronnet Innes, 12e Lord Roxburghe et 12e Lord Ker de Cessford et Cavertoun.

## Carrière
Il commence sa carrière militaire comme lieutenant dans les Royal Horse Guards. En 1895, il obtient le grade de sous-lieutenant au service du 4e bataillon, Argyll and Sutherland Highlanders (Milice). En 1900, il sert dans le régiment composite de Household Cavalry en Afrique du Sud pendant la seconde guerre des Boers. En mars 1901, il est nommé Aide de camp du prince de Galles pendant sa tournée coloniale de mars-octobre 1901. Il sert plus tard pendant la Première Guerre mondiale et est gravement blessé.
Le duc est nommé membre de l'Ordre royal de Victoria en février 1901. Il est nommé chevalier de l'Ordre du Chardon (KT) dans la liste des honneurs de couronnement de 1902 publiée le 26 juin 1902 et est investi par le roi Édouard VII au palais de Buckingham le 8 août 1902. Il est chancelier de l'Ordre du chardon de 1926 jusqu'à sa mort.
Il sert comme Lord Lieutenant du Roxburghshire de 1918 jusqu'à sa mort. Il est nommé lieutenant de la Royal Company of Archers en 1930.

## Vie privée
Le 10 novembre 1903 il épouse Mary Goelet (1878–1937), fille du millionnaire immobilier de New York Ogden Goelet (en) et de Mary Wilson Goelet (en), et sœur de Robert Wilson Goelet. Au moment de leur mariage, elle est l'une des héritières américaines les plus riches, avec une dot de vingt millions de dollars, dépassée uniquement par celle de Consuelo Vanderbilt,. Ils vivent à Floors Castle sur 60 500 acres, que Mary décore avec sa propre collection d'art comprenant une série de tapisseries de la Manufacture des Gobelins. Ensemble, ils ont un enfant:
- George Innes-Ker (9e duc de Roxburghe) (1913–1974) dont le parrain est le roi George V. L'une de ses marraines est la reine Alexandra.

Le duc de Roxburghe meurt le 29 septembre 1932 et est remplacé dans ses titres par son fils unique.